# Dahana atripennis
Dahana atripennis là một loài bướm đêm thuộc phân họ Arctiinae, họ Erebidae.